# Anny Ogrezeanu

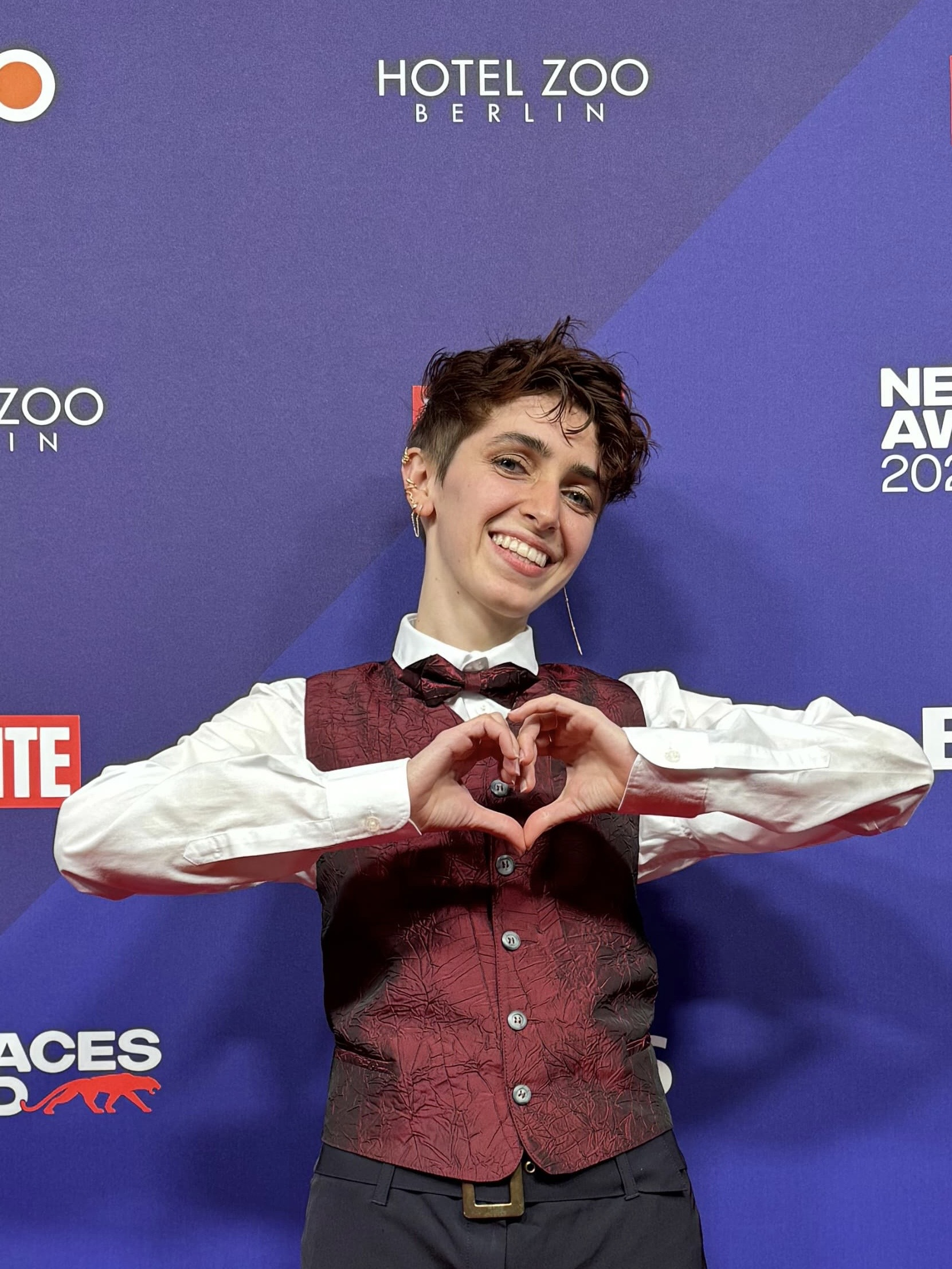
Anny Ogrezeanu at the BUNTE New Faces Award Music 2024, Berlin

Anny Ogrezeanu (24 de febrero de 2001, Bonn) es una persona cantante germano-rumana que ganó la duodécima temporada de La Voz de Alemania en 2022.

## Vida
Anny Ogrezeanu creció en Wachtberg, cerca de Bonn.  Ogrezeanu se identifica como persona no binaria y utiliza el pronombre neutro «elle».
Ogrezeanu es voluntarie en el valle de Ahr, que resultó gravemente dañado por la inundación de 2021.

## Carrera
En 2022, Ogrezeanu audicionó para el programa de talentos La Voz de Alemania. En las audiciones a ciegas interpretó "I Will Always Love You" y eligió a Mark Forster como entrenador. En la siguiente fase, las "batallas", Ogrezeanu cantó "(I've Had) The Time of My Life" y junto a su compañero de batalla realizaron el famoso levantamiento de Dirty Dancing. Pasó a la siguiente ronda, los sing-offs, donde cantaron "Clown" de Emeli Sandé. En las semifinales, Ogrezeanu presentó su versión de "Not About Angels" de Birdy y fue elegide (con una mayoría del 65,4%) por el público para representar al equipo de Forster en la final.  En la final, Ogrezeanu interpretó "Friday I'm in Love" con su entrenador Forster y "Daddy's Eyes" con Zoe Wees. En la votación general, Ogrezeanu ganó La Voz de Alemania con un 41,61%.  Al ganar el programa, Ogrezeanu actuó y lanzó una versión a dúo de "Run with Me" con Calum Scott.

## Discografía

### Singles
| Título                                         | Año  | Posiciones pico en el gráfico | Álbum     |
| Título                                         | Año  | Alemania                      | Álbum     |
| ---------------------------------------------- | ---- | ----------------------------- | --------- |
| "Run with Me" (Calum Scott con Anny Ogrezeanu) | 2022 | 90                            | Sin álbum |
| "Out To Get Us"                                | 2024 |                               | Sin álbum |